# Francis James Harrison
Francis James Harrison (* 12. August 1912 in Syracuse; † 1. Mai 2004 ebenda) war Bischof des Bistums Syracuse (USA).

## Leben
Francis James Harrison empfing am 4. Juni 1937 die Priesterweihe.
Paul VI. ernannte ihn am 1. März 1971 zum Weihbischof in Syracuse und Titularbischof von Aquae in Numidia. Der Erzbischof von New York, Terence James Kardinal Cooke, weihte ihn am 22. April desselben Jahres zum Bischof; Mitkonsekratoren waren John Joseph Maguire, Koadjutorerzbischof von New York, und Harold Robert Perry SVD, Weihbischof in New Orleans.
Der Papst ernannte ihn am 9. November 1976 zum Bischof von Syracuse und er wurde am 6. Februar des nächsten Jahres ins Amt eingeführt. Am 16. Juni 1987 nahm Johannes Paul II. sein altersbedingtes Rücktrittsgesuch an.